# Schritte zu Andreas
Schritte zu Andreas ist ein Hörspiel von Günter Eich, das am 5. Februar 1935 vom Reichssender Berlin unter der Regie von Harald Braun gesendet wurde. Die Musik schrieb Rudolf Wagner-Régeny. Eine Wiederholung auf der Basis einer Schallplatte erfolgte am 20. April desselben Jahres.

## Inhalt
Ein Baum hat Andreas Knie und Oberschenkel zerschmettert. In der Holzknechtshütte im Walde auf dem Berge liegt er des Nachts im Sterben. Er ruft Kathrin. Die Geliebte hört ihn und macht sich vom Tale aus auf den weiten Weg. Im Gehen zweifelt Kathrin, dass sie von Andreas gerufen wurde, denn so riefen Sterbende, sagt sie. Denn Kathrin glaubt, Andreas sterbe nicht und verläuft sich in der bergigen Waldfinsternis.
Andreas, sterbend, im Walde unter hohen Bäumen liegend, bemerkt lächelnd, dass noch nichts zu Ende ist. Jetzt im anbrechenden Frühling greifen die Wurzeln nach ihm. Er fährt in die Baumkrone und treibt Grün. Ein Vogel lässt sich auf seinem Gezweig nieder.

## Poesie
Nicht nur die ganze Fabel hat unübersehbare poetische Züge. Als Kathrin auf dem Wege zu dem sterbenden Geliebten im Walde in die Irre gegangen ist, lässt Günter Eich sie sagen:
Die großen Wälder schweigen,
als hielte an die Zeit...

## Form
Phantasie überwindet in dem Hörstück Unmöglichkeiten. Zwei Stunden müsste Kathrin durch den nächtlichen Wald bergan steigen, um zu Andreas Behausung zu gelangen. Aber als der Geliebte vom Sterbebett aus nach ihr ruft, antwortet sie sogleich. Dem nicht genug. Die Reinkarnation des Sterbenden als lebendiger Baum ist tröstlich.

### Verwendete Ausgabe
- Günter Eich: Schritte zu Andreas. Ein funkischer Versuch (1935). S. 103–113 in: Karl Karst (Hrsg.): Günter Eich. Die Hörspiele I. in: Gesammelte Werke in vier Bänden. Revidierte Ausgabe. Band II. Suhrkamp, Frankfurt am Main 1991, ohne ISBN

### Sekundärliteratur
- Hans-Ulrich Wagner: Günter Eich und der Rundfunk. Essay und Dokumentation. Verlag für Berlin-Brandenburg, Potsdam 1999, ISBN 3-932981-46-4 (Veröffentlichungen des Deutschen Rundfunkarchivs; Bd. 27)

## Anmerkung
1. ↑  Wagner erwähnt bei dieser „künstlerisch bemerkenswerten Funkarbeit“ die „radiophone Traumspiel-Poetik“. (Wagner, S. 56, 6. Z.v.o.)